# Antonín Žáček
Antonín Žáček (15. listopadu 1880 Čertoryje – 28. září 1939 Brno) byl český novinář a překladatel z angličtiny a němčiny. Působil jako ředitel Ústředí moravských obcí, měst a okresů v Brně, byl generálním tajemníkem Stálé delegace českých samosprávných organizací v Praze a redaktorem věstníku Naše obec. Podílel se na sbírce, kterou Ústředí moravskoslezských obcí, měst a okresů podpořilo pořízení insignií Masarykovy univerzity.

## Vlastní díla
- Základy politické abecedy. Část 1 (Olomouc 1911)
- Pro českou universitu v Brně. Brno: Hospodářsko-politická knižnice, 1913, 64 s. Dostupné online.
- Kurs písemnosti pro obecní funkcionáře (Praha 1934: Domácí učení)

## Překlady
- MASARYK, Tomáš Garrigue. Sebevražda hromadným jevem společenským moderní osvěty. Praha: Jan Laichter, 1904. 351 s. Dostupné online.
- HOBHOUSE, Leonard Trelawny. Liberalism. Překlad Antonín Žáček a Jan Masaryk. Praha: Jan Laichter, 1914. 197 s. Dostupné online.
- CARNEGIE, Andrew. Panství obchodu. Překlad Antonín Žáček. Praha: J. Otto, 1929. 161 s. Dostupné online.